# Ichthyobodo necator
Ichthyobodo necator is een soort in de taxonomische indeling van de Euglenozoa. Deze micro-organismen zijn eencellig en meestal rond de 15-40 mm groot. Het organisme komt uit het geslacht Ichthyobodo en behoort tot de familie Bodonidae. Ichthyobodo necator werd in 1928 ontdekt door Pinto.